# Cordovilla de Aguilar

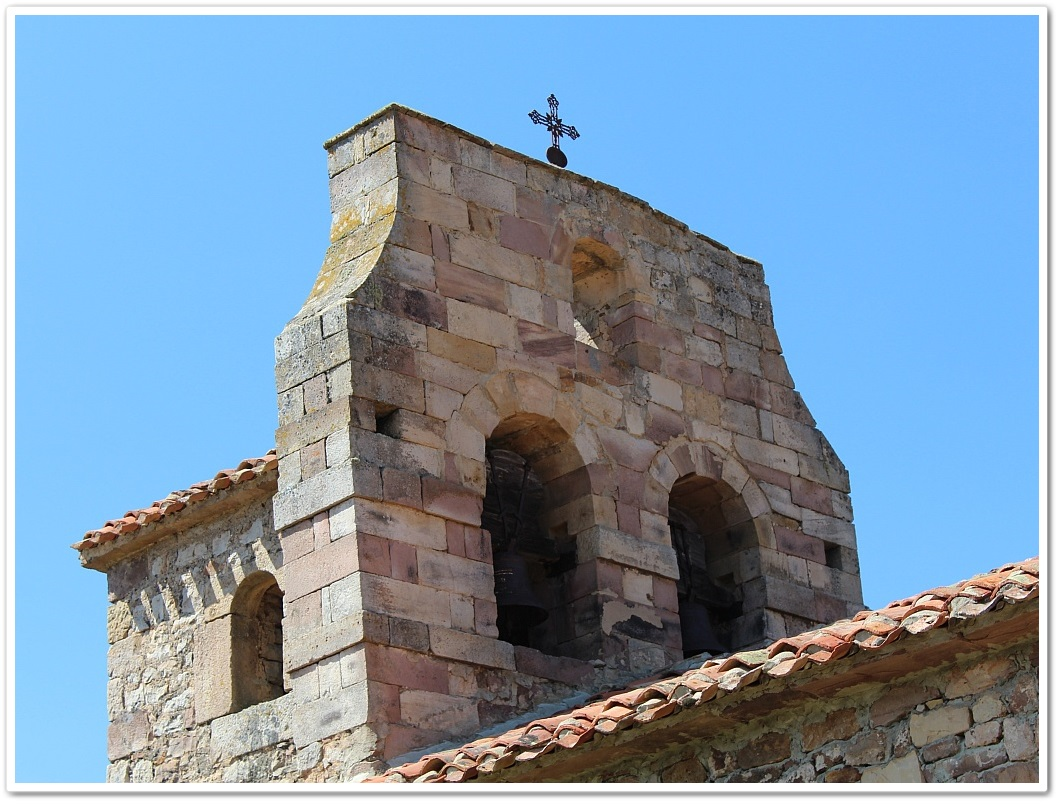
Torre de la iglesia de Santa María

Cordovilla de Aguilar es una localidad de la provincia de Palencia (Castilla y León, España) que pertenece al municipio de Aguilar de Campoo.

## Contexto geográfico
Está a pocos kilómetros de Aguilar de Campoo, la capital municipal, en la comarca de Campoo.

## Demografía
Evolución de la población en el siglo XXI
| Gráfica de evolución demográfica de Cordovilla de Aguilar entre 2000 y 2020 |
|                                                                             |
| Población de derecho (2000-2020) según el padrón municipal del INE          |

## Historia
A la caída del Antiguo Régimen la localidad se constituye en municipio constitucional que en el censo de 1842 contaba con 6 hogares y 31 vecinos , para posteriormente integrarse en Nestar . Por tanto, hasta mediados del siglo XIX era un municipio independiente. En los años 1970 pasan ambos a integrarse en Aguilar de Campoo.